# パク・サンヨン
パク・サンヨン（朴相映、1988年 - ) は、韓国の小説家、元雑誌記者。タレントとしてKBS、JTBC、Watchaなどの番組にも固定出演している。

## 経歴
1988年、大邱生まれ。成均館大学校でフランス語文学と新聞放送学、東国大学校大学院で文芸創作を学んだ。26歳の時に就職し、正規職と非正規職として雑誌社、広告代理店、コンサルティングなどの多くの業界で7年間働いた。2016年「パリス・ヒルトンを探してます」で文学トンネ新人賞を受賞し作家活動を始めたが、しばらくは会社員としても勤務した。
「メバル一切れ宇宙の味」で2019年若い作家賞大賞を受賞するなど、早くも2020年代を代表する新しい韓国文学の“顔"、最も将来が期待される作家の一人と位置づけられている。特に同世代の金蓬坤と並ぶ現代韓国のクィア文学の代表的な作家の1人とされる。なお、本人は性的アイデンティティをカミングアウトしていない。 
著書に短編集『知られざる芸術家の涙とザイトゥーンパスタ』(第11回ホ・ギュン文学作家賞受賞、2018年)。エッセイ集『今夜は食べずに寝よう』(2020年)がある。 

## 邦訳作品
- 『大都会の愛し方』オ・ヨンア 訳 亜紀書房、となりの国のものがたり、2020年11月